# Editions Weblaw
Unter dem Namen Editions Weblaw betreibt die Weblaw AG in Bern (Schweiz) einen juristischen Verlag (Print und digital).
Gründer sind Franz Kummer und Sarah Montani. Begonnen wurde im Jahr 2000 mit der juristischen Online-Fachpublikation Jusletter; diese ist eine anerkannte juristische Fachzeitschrift in der Schweiz.

## Die wichtigsten Verlagspublikationen
- Jusletter (juristische Online-Fachzeitschrift)
- Jusletter IT – Die Zeitschrift für IT und Recht
- Schweizer Richterzeitung «Justice - Justiz - Giustizia»
- dRSK (digitaler Rechtsprechungskommentar)
- RSDS/SZGR (Schweizerische Zeitschrift für Gesundheitsrecht; online und print)
- BF – Regulierungssammlung im Banking und Finance (online und print)
- dissertatio (Dissertationen in der Weblaw Reihe)